# Buková, Trnava
Buková este o comună slovacă, aflată în districtul Trnava din regiunea Trnava. Localitatea se află la altitudinea de 310 m deasupra n.m., se întinde pe o suprafață de 24,29 km2 și în 2017 număra 661 de locuitori.

## Istoric
Localitatea Buková este atestată documentar din 1256.

## Demografie
| An:                | 1994 | 2004   | 2014   | 2024   |
| ------------------ | ---- | ------ | ------ | ------ |
| Număr de persoane: | 708  | 664    | 662    | 667    |
| Diferență:         |      | −6,21% | −0,30% | +0,75% |

| An:                | 2023 | 2024   |
| ------------------ | ---- | ------ |
| Număr de persoane: | 670  | 667    |
| Diferență:         |      | −0,44% |